# Noumbiel
Noumbiel ist eine Provinz in der Region Sud-Ouest im westafrikanischen Staat Burkina Faso mit 86.297 Einwohnern (2013) auf 2736 km².
Die Provinz besteht aus den Departements Kpuèré, Batié, Boussoukoula, Midebdo und Legmoin. Hauptstadt ist Batié.